# 에스와티니의 재외공관 목록

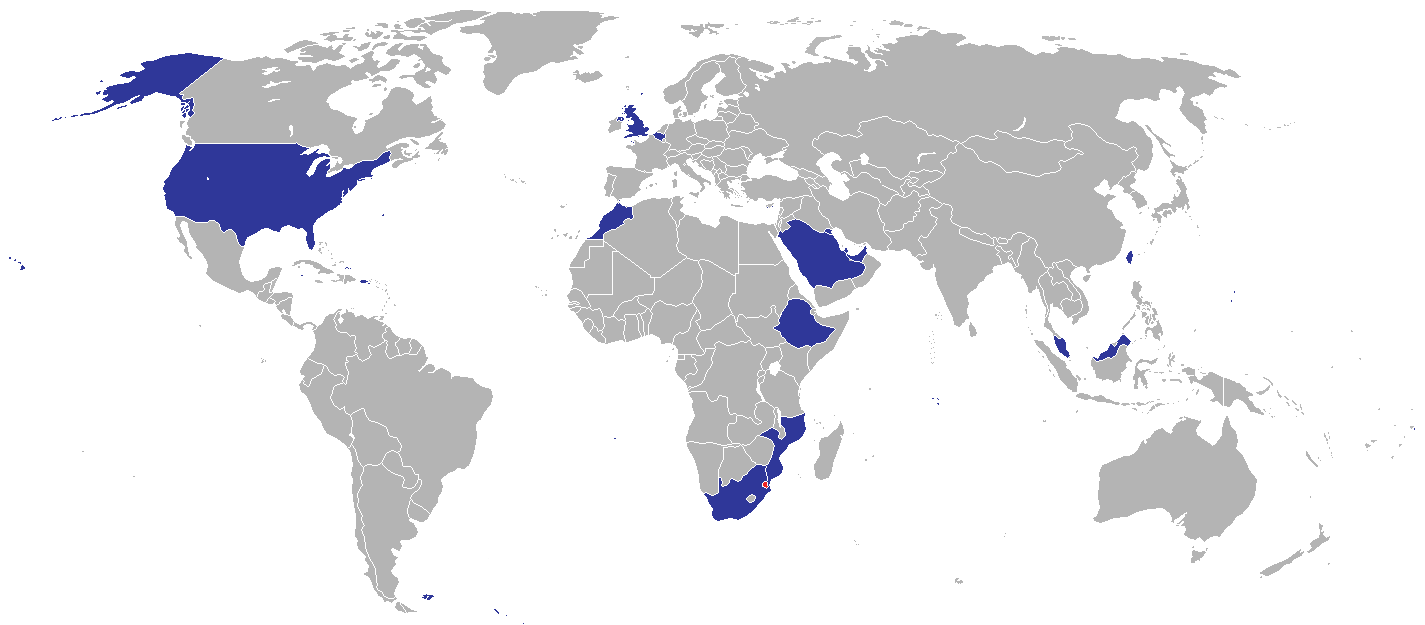
에스와티니의 재외공관

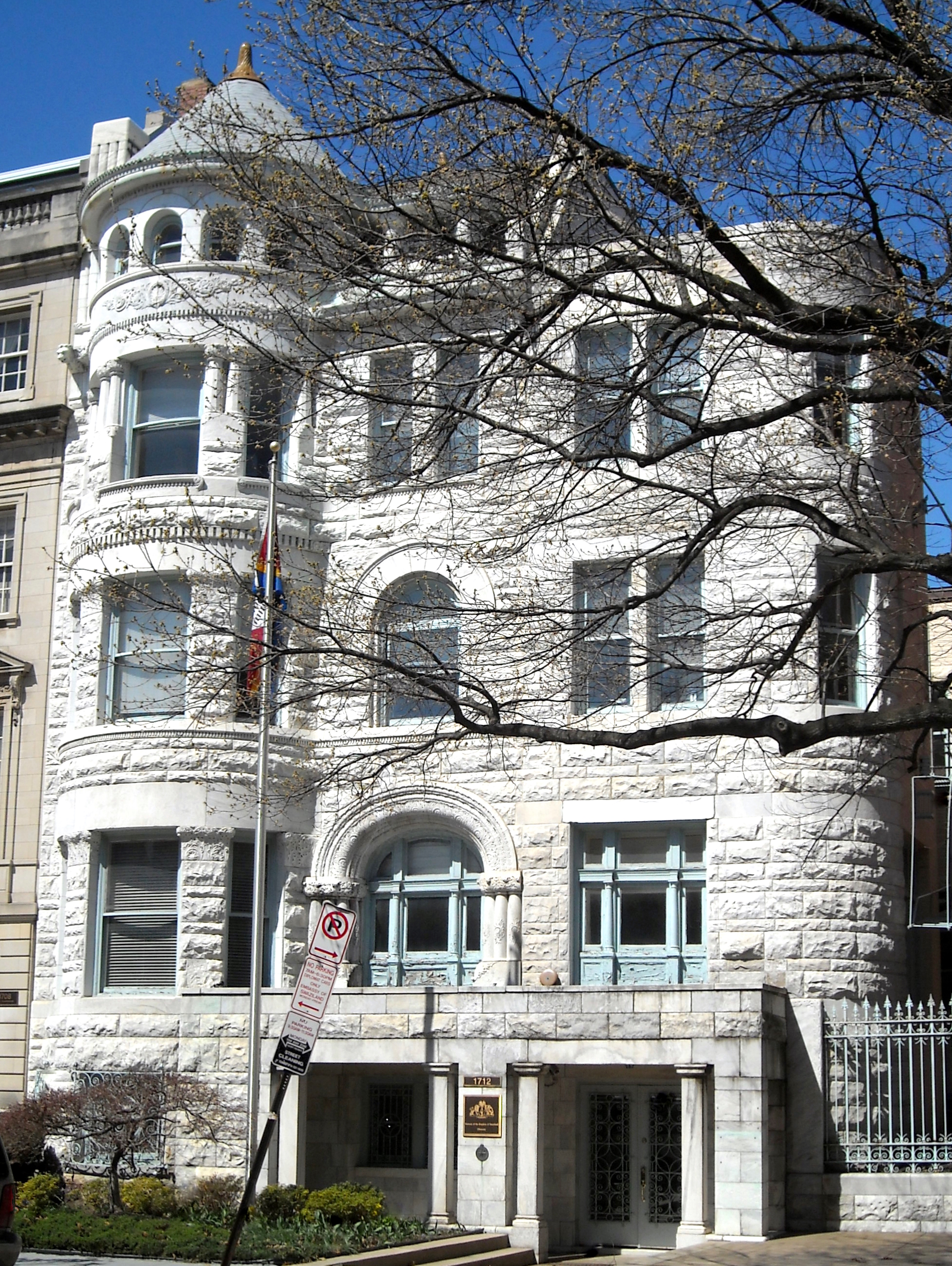
워싱턴 D.C. 주재 에스와티니 대사관

에스와티니의 재외공관 목록은 에스와티니 주재 대사관과 고등판무관 사무소를 각국에 상주시켜 놓는 것을 의미하며 에스와티니의 재외공관을 나열한 목록이다.

## 아프리카
- 에티오피아 : 아디스아바바 (대사관)
- 모잠비크 : 마푸투 (고등판무관 사무소)
- 남아프리카 공화국 : 프리토리아 (고등판무관 사무소), 요하네스버그 (영사관)

## 아메리카
- 미국 : 워싱턴 D.C. (대사관)

## 아시아
- 쿠웨이트 : 쿠웨이트시티 (대사관)
- 말레이시아 : 쿠알라룸푸르 (고등판무관 사무소)
- 카타르 : 도하 (대사관)
- 중화민국 : 타이베이시 (대사관)
- 아랍에미리트 : 아부다비 (대사관)

## 유럽
- 벨기에 : 브뤼셀 (대사관)
- 영국 : 런던 (고등판무관 사무소)

## 대표부
- EU 에스와티니 정부 대표부 : 브뤼셀
- UN 에스와티니 정부 대표부 : 뉴욕, 제네바
- 아프리카 연합 에스와티니 정부 대표부 : 아디스아바바